# Чёрный театр

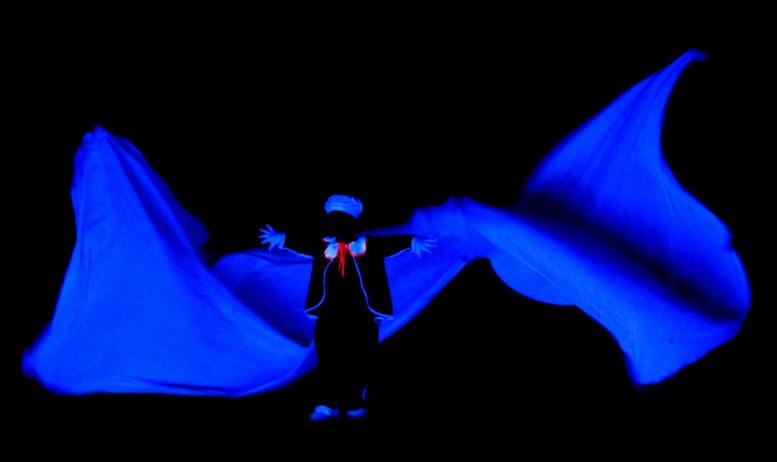
Фрагмент шоу театра HILT

Чёрный театр (чеш. černé divadlo) — вид театральной постановки с использованием принципа «чёрного кабинета» — оптического эффекта, который достигается при помощи ультрафиолетового излучения на тёмной сцене с чёрным фоном с целью скрыть актёров, декорации, реквизиты и предметы, или же подчеркнуть их. Этот вид сценического искусства, зародившийся в Азии, в наши дни распространён по всему миру. Он стал одной из узнаваемых достопримечательностей Праги, где многие театры используют эту технику.
Отличительными особенностями чёрного театра является использование чёрных занавесок, затемнённой сцены и «чёрного света» (ультрафиолетовых ламп), наряду с флуоресцентными костюмами, чтобы создать эффект оптической иллюзии. Этот принцип чёрного кабинета использовался Жоржем Мельесом и революционером театра Константином Станиславским. Использование этой техники в сочетании с выразительной художественностью танца, пантомимы и акробатики позволяет создать особый сценический эффект.

## Оптический эффект
Ключевым принципом чёрного театра является неспособность человеческого глаза видеть чёрные объекты на чёрном фоне. Эту особенность можно использовать, чтобы сделать невидимым любой объект, не освещённый «чёрным светом». Второй оптический эффект, используемый в чёрном театре, — освещение ультрафиолетовыми лампами флуоресцентных объектов. Лампы чёрного света излучают столько же света, сколько и обычные лампы, но на частоте, невидимой для человека. В то время как большинство объектов либо поглощают ультрафиолетовое излучение, либо отражают его с той же частотой, флуоресцентные предметы поглощают ультрафиолетовое излучение, а затем излучают свет с большей длиной волны, который человеческий глаз может зафиксировать. Применяя вместе эти два эффекта, постановщики могут сделать предмет хорошо видимым (как если бы он находился в полностью освещённой комнате), или же видимым плохо (как будто он находится в абсолютно тёмной комнате).

## История
Приём «чёрного кабинета» — игра актёров, одетых в чёрное, на сцене с чёрным оформлением, — использовался на протяжении тысячелетий. Известно, что фокусники, выступавшие перед императором в Древнем Китае, владели данной техникой. Японцы развивали эту технику в своем театре Бунраку: в нём кукловод одевался в чёрную одежду, чтобы акцентировать внимание зрителя на кукле (к тому же, в японской традиции чёрный цвет символизировал небытие).
В современном театре приём был перенят русским режиссёром Станиславским, французом Мельесом, а также различными французскими режиссёрами-авангардистами 1950-х годов, однако все они прибегали к приёму «чёрного кабинета» лишь в некоторых моментах своих спектаклей, заставляя какой-либо предмет исчезнуть. Отцом же чёрного театра (автором современной версии чёрного кабинета с прожекторами, ультрафиолетовыми лампами, а также использованием чёрного бархата как лучшего светопоглощающего покрытия сцены и реквизита), автором названия «Чёрный театр» и создателем первого чёрного театра в мире является чех Йиржи Срнец. Первое выступление его труппы состоялось в 1959 году в Вене. Театр приобрел всемирную известность после участия в театральном фестивале в Эдинбурге в 1962 году. Позже появились и другие труппы, использующие технику чёрного кабинета, положив начало новому театральному направлению.

## Техника исполнения
Применяемый чёрными театрами эффект позволяет невидимым исполнителям перемещать видимый реквизит, превращая предметы в независимых участников наряду с актёрами-людьми. Следовательно, предметы или актёры могут появляться внезапно и в любом месте сцены, даже в нескольких метрах от зрителя. Для достижения этого эффекта необходимо создать интенсивное поле ультрафиолетового света, охватывающее всю сцену на протяжении всей постановки. Так как интенсивность света, излучаемого обычным источником ультрафиолетового излучения, значительно уменьшается обратно пропорционально расстоянию от источника, требуется, чтобы источники «чёрного света» были расположены друг от друга на расстоянии не более одного метра. Учитывая также то, что большая часть пространства сцены полностью затемнена, а в выступлениях зачастую используется сложная хореография, одно неверное движение исполнителя может испортить всё представление. В связи с этим актёры тщательно прорабатывают свои выступления и оттачивают взаимодействие со сценическим пространством.
В современном чёрном театре, помимо техники «чёрного света», часто используется множество сложных технических устройств. Эти устройства позволяют актёрам летать, использовать в представлениях видеопроекции и создавать огромные марионетки. Технические устройства являются важным фактором всемирной популярности Чёрного театра. Так как смысловая составляющая представлений преимущественно визуальна, большинство спектаклей Чёрного театра могут понять зрители всего мира вне зависимости от языка и возраста.

## Критика
Некоторые считают, что невербальные представления чёрного театра, понятные иностранцам и детям, не всегда оставляют простор для глубины театрального высказывания, в связи с чем «нетуристической» публике не всегда бывает интересно посещать представления по нескольку раз. Большое количество чёрных театров в Праге, по некоторым мнениям, ориентировано преимущественно на иностранцев и не представляет особой ценности для театрального искусства.
Юлиус Хирш, владелец пражского театра TA FANTASTIKA:

Все эти годы мы шли двумя путями. Первый путь — чёрный театр, который приносит основной доход, второй — мюзикл как гвоздь программы. Чёрный театр — штука для туристов.
Оригинальный текст (чешск.)Celá léta jsme jeli po dvou kolejích. Jedna kolej bylo černé divadlo, které na všechno vydělává, druhá kolej byl muzikál jako bonbónek. Černé divadlo je záležitost pro turisty.

Известно, что некоторым пражским чёрным театрам не хватает финансирования по государственным культурным программам. Несмотря на дороговизну представлений с использованием технических средств, считается, что театры подобного рода могут окупить себя сами, что не всегда является правдой.

## В танце
- 1971 — миниатюра «Полёт Тальони» на музыку В.-А. Моцарта, хореограф Леонид Якобсон.
- 2008 — F.L.O.W. (For Love of Women), хореограф Мозес Пендлтон[англ.] — в программе Дианы Вишнёвой «Красота в движении».
- В 1989 году танцовщик труппы Павла Шмока Александр Чигарж и Эва Астерова основали в Праге театр Image[17], где соединили приёмы чёрного театра и современный танец. С момента создания театра в его репертуаре было 10 оригинальных спектаклей, в каждом из которых использовались новые эффекты освещения. Динамичная музыка и высокий уровень хореографии здесь соединяются с элементами абстрактной поэтики[18]; зачастую зрители делаются частью представлений.